# Leendert Dupper
Leendert Dupper Wzn. (1799 – Dordrecht, 1870) was een Nederlands suikerrietraffinadeur en kunstverzamelaar te Dordrecht. Zijn collectie schonk hij aan diverse musea.

## Suikerraffinage in Dordrecht
Dordrecht was een zeer belangrijke suikerraffinageplaats geweest met sterke banden met de suikerplantages in andere werelddelen. Het verband met de suikerplantages heeft ook bedenkelijke kanten gehad (arbeidsomstandigheden, slavernij). Geleidelijk werden de suikeractiviteiten van minder belang, wat te zien was aan de daling van de suikerfabrieken in de stad.
Dupper was de laatste suikerrietraffinadeur in Dordrecht. Hij dreef tot zijn dood in 1870 de suikerraffinaderij ‘Amsterdam’ aan de Binnen Kalkhaven 17-19 in Dordrecht, waarmee hij fortuin had gemaakt. Dit pand, dat oorspronkelijk een pakhuis was, werd in 1742 door Jacob van Broekhuijsen en Hilmar Backer aangekocht om er een suikerraffinaderij in te vestigen. In 1851 werd Dupper eigenaar van dit pand, dat al vanaf 1806 via zijn moeders kant in de familie was. Het hier afgebeelde monumentale pand heeft rond 1800 de gepleisterde lijstgevel gekregen met Lodewijk XVI-consoles onder de kroonlijst. Na zijn dood verloor het pand de functie van raffinaderij.

## Betekenis Dupper voor Kunstverzameling
Dupper was een liefhebber van kunst. Hij was een amateurtekenaar en -aquarellist.
Na de dood van zijn oom Johannes Rombouts (in 1850) verwierf hij zijn schilderijenverzameling. Hij breidde de collectie van zijn oom uit.
Dupper vermaakte een groot deel van zijn collectie oud-Hollandse schilderijen aan het Rijksmuseum (getoond in de Dupperzaal). Enkele van de tientallen schilderijen zijn Luitspeler (Frans Hals), Landschap met Baders (Joris van der Haagen en Nicolaes Berchem), De Luitspeler (Hendrick Martensz. Sorch), Pijprokende Man (Gerard Dou), en De Alchemist (Jan Steen). De collectie bevat ook werk van o.m. Jan van Goyen, Ludolf Bakhuizen, Meindert Hobbema en Jacob Isaaksz van Ruisdael.
Tevens ontving het Dordrechts Museum een aantal moderne schilderijen naast een legaat van 100.000 gulden om de collectie uit te breiden (vergelijkbaar met 2.500.000 euro). Hierdoor kon het museum een begin maken met het opbouwen van een bijzondere collectie. Als dank werd postuum het hierbij afgebeelde portret van Leonard de Koning in 1871 door het bestuur aan het museum geschonken.

## Verdere activiteiten
Hij was bestuurslid van de Vereniging Dordrechts Museum.
Vanaf 1824 was hij ‘werkend lid’ bij tekengenootschap Pictura.

## Persoonlijke gegevens
Hij is geboren in op 16 augustus 1799, en overleden op 4 maart 1870. Zijn ouders waren Willem Dupper en Jacominia Cornelia Rombouts. Dupper is nooit gehuwd geweest.
Hij woonde tot zijn dood in de Prinsenstraat 206 te Dordrecht.

## Verder Lezen
- ‘Nieuw Nederlandsch Biografisch Woordenboek’, P.C. Molhuysen, P.J.Klok (red), A.W. Sijthoff’s Uitgevers-Maatschappij, Leiden, 1911, sources.huygens.knaw.nl/retroboeken/nnbw.
- D. de Hoop Scheffer, 'Het Rijksmuseum en zijn begunstigers', in: Het Rijksmuseum 1858-1958 (speciale editie van het Bulletin van het Rijksmuseum), Amsterdam 1958, p. 83-100.
- C. vonLützow, 'Die vormalsDupper'scheSammlung', Zeitschriftfürbildende Kunst, 5 (1870), p. 227-230.
- ‘Een zoete belofte (de Suikernijverheid in Dordrecht in de 17e - 19e eeuw)’, Jaarboek Vereniging Oud-Dordrecht 2013, K. Sigmond, S. de Meer (red.), p. 164-175.
- https://commons.wikimedia.org/wiki/Rijksmuseum_Amsterdam/Collection/Paintings/Dupper_bequest.
- www.artindex.nl/zuidholland.